# 费什河
费什河（英語：Fish River）是亚拉巴马州鲍德温县的一条长约46.5千米的河流。费什河发源于斯特普尔顿附近30°44′28″N 87°47′56″W / 30.74102°N 87.79888°W，于玉兰泉附近30°24′49″N 87°49′31″W / 30.41353°N 87.82526°W注入威克斯湾。费什河最初被法国殖民者命名为Riviere Aux Poissons，意思是“鱼河”，翻译为英语就成了“Fish River”。跨过该河的道路有31号美国国道、10號州際公路和90号美国国道。